# Beautiful (canção de Akon)
"Beautiful" (em português:  Bonita) é uma canção de hip hop do cantor Akon com participação de Colby O'Donis e Kardinal Offishall, lançada como sendo o terceiro single do álbum Freedom.
Akon gravou um dueto com a cantora mexicana Dulce María, com quem chegou a gravar um vídeo clip e também chegou a cantar ao vivo em uma premiação no México. Outra versão foi lançada com a participação da cantora brasileira Negra Li. A canção também ganhou um vídeo clip.

## Versões
- Versão Álbum - 5:12 (com Colby O'Donis & Kardinal Offishall)
- Radio Edit/Video Version - 3:52 (com Colby O'Donis & Kardinal Offishall)
- Radio Edit/No rap - 3:51 (com Colby O'Donis)
- Remix (com Dulce María) - 3:53
- Remix (com Negra Li) - 3:54
- Remix (com BoA)- 3:59
- Instrumental - 3:49

## Desempenho nas paradas
| Gráfico (2008-2009)                 | Melhor posição |
| ----------------------------------- | -------------- |
| Australian ARIA Singles Chart       | 14             |
| Brasil Hot 100 Airplay              | 3              |
| Canadian Hot 100                    | 16             |
| Dinamarca Top 40                    | 12             |
| Nova Zelândia RIANZ Singles Chart   | 13             |
| Noruega                             | 16             |
| Índia                               | 3              |
| Irlanda                             | 13             |
| Israel                              | 9              |
| Letônia                             | 26             |
| Portugal                            | 43             |
| Romênia                             | 8              |
| Suécia                              | 28             |
| Suíça                               | 37             |
| Turquia Top 20 Chart                | 12             |
| UK Singles Chart                    | 8              |
| UK R&B Chart                        | 3              |
| EUA Billboard Hot 100               | 19             |
| EUA Billboard Hot R&B/Hip-Hop Songs | 61             |
| EUA Billboard Pop 100               | 15             |
| EUA Billboard Hot Dance Club Play   | 8              |